# 티그란 페트로샨

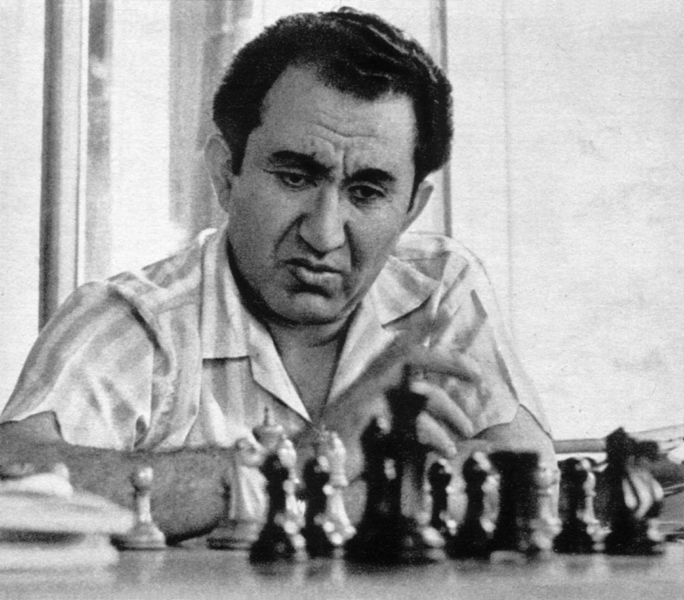
1975년의 티그란 페트로샨

티그란 바르타노비치 페트로샨(러시아어: Тигра́н Варта́нович Петрося́н, 아르메니아어: Տիգրան Պետրոսյան, 1929년 6월 17일 ~ 1984년 8월 13일)은 소련의 아르메니아인 그랜드마스터이자 월드 체스 챔피언(1963 ~ 1969년)이었다. 그의 별명은 보안에 중점을 둔 그의 철저한 방어 플레이 스타일로 인해 붙여진 "철(鐵)의 티그란"(Iron Tigran, 아이언 티그란)이다.
페트로샨은 1929년 조지아 트빌리시에서 아르메니아인 부모의 아들로 태어났으며 8차례 월드 챔피언십(1953, 1956, 1959, 1962, 1971, 1974, 1977, 1980년) 후보였다. 월드 체스 챔피언십 1963에서 미하일 보트비니크를 상대로 우승하였다.
페트로샨은 아르메니아의 체스에서 널리 알려진 인물이다. 페트로샨은 1984년 모스크바에서 위암으로 사망했으며 모스크바 아르메니아 묘지에 묻혔다.